# Nasty (chanson de Christina Aguilera et Cee Lo Green)
Pour les articles homonymes, voir Nasty.
Nasty est un morceau de Christina Aguilera en duo avec Cee Lo Green.

## Composition
Nasty est issu d'une collaboration entre les chanteurs-auteurs-compositeurs Christina Aguilera et Cee Lo Green. Ils se sont rencontrés en avril 2011, dans l'émission à succès The Voice aux États-Unis, où ils sont tous les deux coachs et jurés. 